# Linia kolejowa Ancona – Lecce
Linia kolejowa Adriatica – państwowa linia kolejowa z Ankony do Otranto, która biegnie wzdłuż wybrzeża Adriatyku we Włoszech. Jest to jedna z podstawowych włoskich linii kolejowych, i łącząca obszary centralnych i południowych Włoch.
Jest to najdłuższa liniia zarządzana przez RFI SpA spółką należącą do Ferrovie dello Stato. Jej długość wynosi 591 km.